# Teonisto, Tabra e Tabrata
Teonisto (o Tonisto, Teonesto), Tabra e Tabrata († attuale Musestre, 30 ottobre 380), sarebbero stati tre martiri cristiani venerati come santi dalla Chiesa cattolica.
Il martirologio romano riporta solo che il 30 ottobre viene ricordato san Teonisto vescovo e martire, ucciso dagli Ariani. Le agiografie attorno ai tre personaggi sono quindi da considerarsi frutto di tradizioni posteriori, e quindi prive di fondamento storico.

## Leggenda agiografica
Originario dell'isola di Namsis, già vescovo di Filippi, Teonisto partì con i discepoli Albano, Urso, Tabra e Tabrata alla volta della Gallia per evangelizzare le genti pagane. Alcuni sostengono che il vescovo si fosse ritrovato a peregrinare per il mondo perché espulso dalla propria diocesi; secondo altri, sarebbe partito da Milano come inviato da sant'Ambrogio. 
Fermatisi ad Augusta (probabilmente Aosta), Urso morì martire.
Giunti a Magonza anche Albano morì vittima di un'incursione dei Vandali. Passati presso i Goti, i tre sopravvissuti furono abbandonati su una nave difettosa che, dopo un lungo e tormentato viaggio, li condusse sulle rive della Laguna veneta, presso l'antica Altino. In città infuriavano gli scontri tra ortodossi e ariani: poco dopo essere sbarcati, i tre morirono martiri per mano degli eretici il 30 ottobre del 380, presso un ponte sul fiume Sile. Un'altra tradizione parla del 22 novembre 425, ma sembra che all'epoca la rivolta ariana ad Altino fosse ormai cessata.

## Realtà storica e culto
Si tratterebbe in realtà di tre martiri nordafricani, le cui reliquie furono portate in Veneto dai vescovi locali dopo l'istituzione del Regno dei Vandali, popolo di confessione ariana (V secolo).
Incerte anche le vicende attorno ai loro resti. 
Dapprima conservati ad Altino, una tradizione filo-veneziana afferma che furono traslati a Torcello dal vescovo Paolo I (635) e deposte nella Cattedrale dal vescovo Deodato (697). 
Tuttavia il culto dei martiri è provato anche a Treviso sin dal 1082, dove forse era giunta almeno una parte delle reliquie. Certo è che i tre santi furono particolarmente venerati tutta la Marca e alcuni li considerano compatroni della diocesi locale assieme a San Liberale. A Treviso esiste una chiesa dedicata a San Teonisto, ora sconsacrata.

## Parrocchie consacrate ai Santi Teonisto, Tabra e Tabrata
- Diocesi di Treviso:
  - Casier;
  - Campocroce di Mogliano Veneto;
  - Trevignano;
- Patriarcato di Venezia:
  - Marano Veneziano;
- Diocesi di Cesena-Sarsina:
  - Badia;